# Mars Reconnaissance Orbiter
Mars Reconnaissance Orbiter, MRO (он же Марсианский разведывательный спутник или МРС) — многофункциональная автоматическая межпланетная станция (АМС) НАСА, предназначенная для исследования Марса.
Аппарат построен компанией Lockheed Martin под руководством Лаборатории Реактивного Движения, на проект было потрачено 720 млн долл.
Управляет аппаратом Лаборатория реактивного движения (Калифорнийский технологический институт); научной стороной миссии управляет НАСА (Вашингтон, округ Колумбия).
Запущен 12 августа 2005 года с космодрома на мысе Канаверал с помощью ракеты-носителя Атлас V.
Достигнув Марса 10 марта 2006 года, начал серию манёвров для выхода на нужную орбиту, при помощи т. н. аэродинамического торможения (торможение в верхних слоях атмосферы планеты позволяет значительно сэкономить топливо). Орбитальные манёвры и различные проверки и калибровка оборудования закончились в ноябре 2006 года, после чего аппарат приступил к работе.
Выйдя на орбиту Марса, MRO присоединился к пяти активно функционирующим космическим аппаратам, которые в тот момент находились либо на орбите, либо на поверхности планеты: спутникам Mars Global Surveyor, Марс Одиссей, Марс-экспресс и марсоходам (Спирит и Оппортьюнити) — таким образом, был установлен рекорд по количеству активно функционирующих космических аппаратов, находящихся на орбите и поверхности Марса.
MRO содержит целый ряд научных приборов, таких как камеры, спектрометры, радары, которые используются для анализа рельефа, стратиграфии, минералов и льда на Марсе. Исследования погоды и поверхности Марса, поиск возможных мест посадки и новая телекоммуникационная система открывают путь для будущих космических аппаратов. Телекоммуникационная система MRO передаёт на Землю данных больше, чем все предыдущие межпланетные аппараты вместе взятые, и может служить в качестве мощного орбитального ретранслятора для других исследовательских программ.

## История
MRO спроектирован по весьма успешному аппарату Mars Global Surveyor, который проводил исследования Марса с орбиты. Новый спутник включает в себя большую камеру для съёмки фотографий высокого разрешения. В связи с этим Джим Гарвин заявил, что MRO будет «микроскопом на орбите». MRO также имеет инфракрасный спектрограф.
3 октября 2001 года НАСА выбрало компанию Lockheed Martin в качестве основного подрядчика в изготовлении космического аппарата. К концу 2001 года все инструменты миссии были выбраны. Никаких серьёзных ошибок в ходе строительства MRO допущено не было, аппарат был доставлен в Космический центр Кеннеди и 1 мая 2005 года был готов к запуску.
Стоимость проекта составила около 720 млн долларов, из которых 450 млн долларов пошло на создание самого аппарата.
MRO был одним из двух миссий, рассматривавшихся НАСА кандидатом на стартовое окно 2003 года. Однако в процессе выбора были выбраны марсоходы Mars Exploration Rover, а запуск орбитального аппарата был перенесён на 2005 год. НАСА объявило окончательное название аппарата — Mars Reconnaissance Orbiter — 26 октября 2000 года.

## Цели миссии

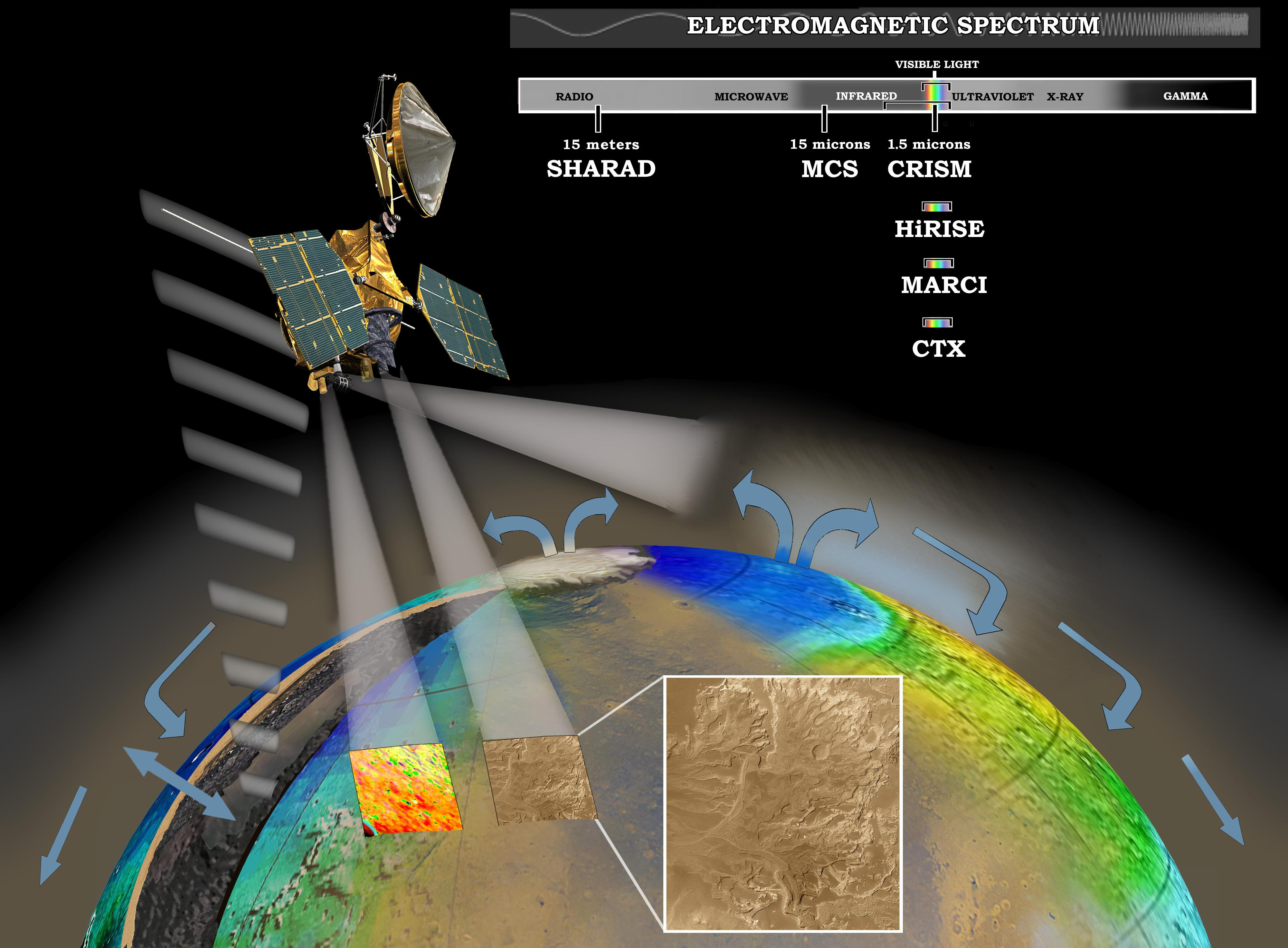
Шкала работы приборов MRO в электромагнитном спектре частот

Научная миссия MRO первоначально была запланирована на 2 земных года, с ноября 2006 года по ноябрь 2008 года. Одной из главных задач миссии является создание подробной карты марсианского ландшафта с помощью камеры высокого разрешения и выбор посадочных площадок для будущих миссий на поверхности Марса.
MRO играл важную роль в выборе места посадки для АМС «Феникс» (Phoenix Lander), который изучал условия в полярной части Марса. Участок, выбранный учёными, был отснят с помощью камеры HiRISE и оказалось, что место завалено валунами. После анализа камерами HiRISE и THEMIS Марс Одиссей было выбрано новое место. Также исследовались места посадки для мобильного марсохода Mars Science Laboratory. MRO передавал телеметрию во время посадки этих аппаратов и действовал в качестве телекоммуникационного ретранслятора для них.
MRO использует свою научную аппаратуру для изучения марсианского климата, погоды, атмосферы и геологии; ищет признаки жидкой воды в полярных шапках и под поверхностью планеты. Кроме того, MRO ищет обломки ранее утраченных аппаратов Mars Polar Lander и Beagle 2. После того, как его основная научная программа завершилась, миссия получила расширение в качестве системы ретрансляции и навигации для аппаратов и марсоходов.

## Запуск и выведение на орбиту

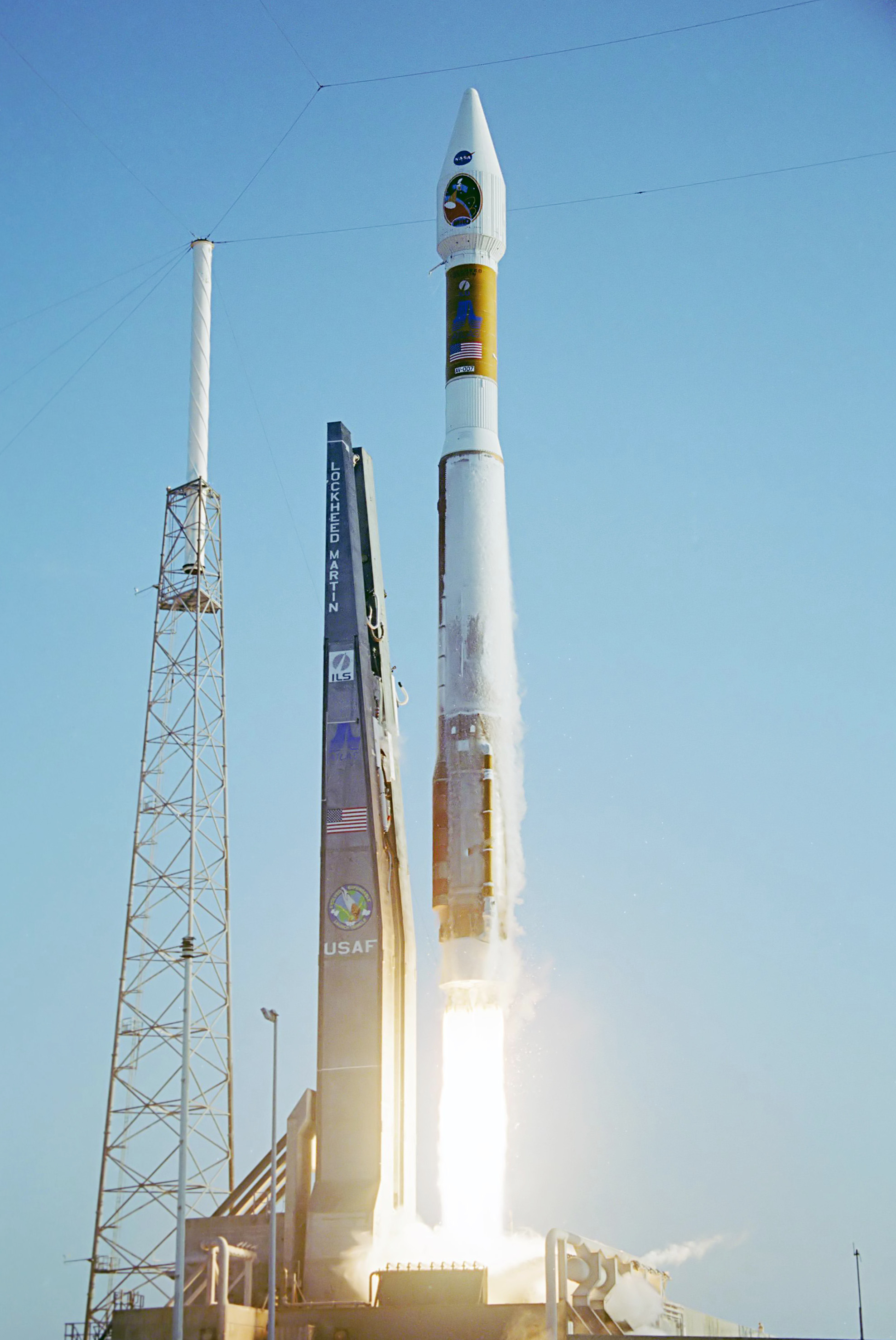
Старт ракеты Атлас V с MRO на борту, 11:43:00 UTC 12 августа 2005 года.

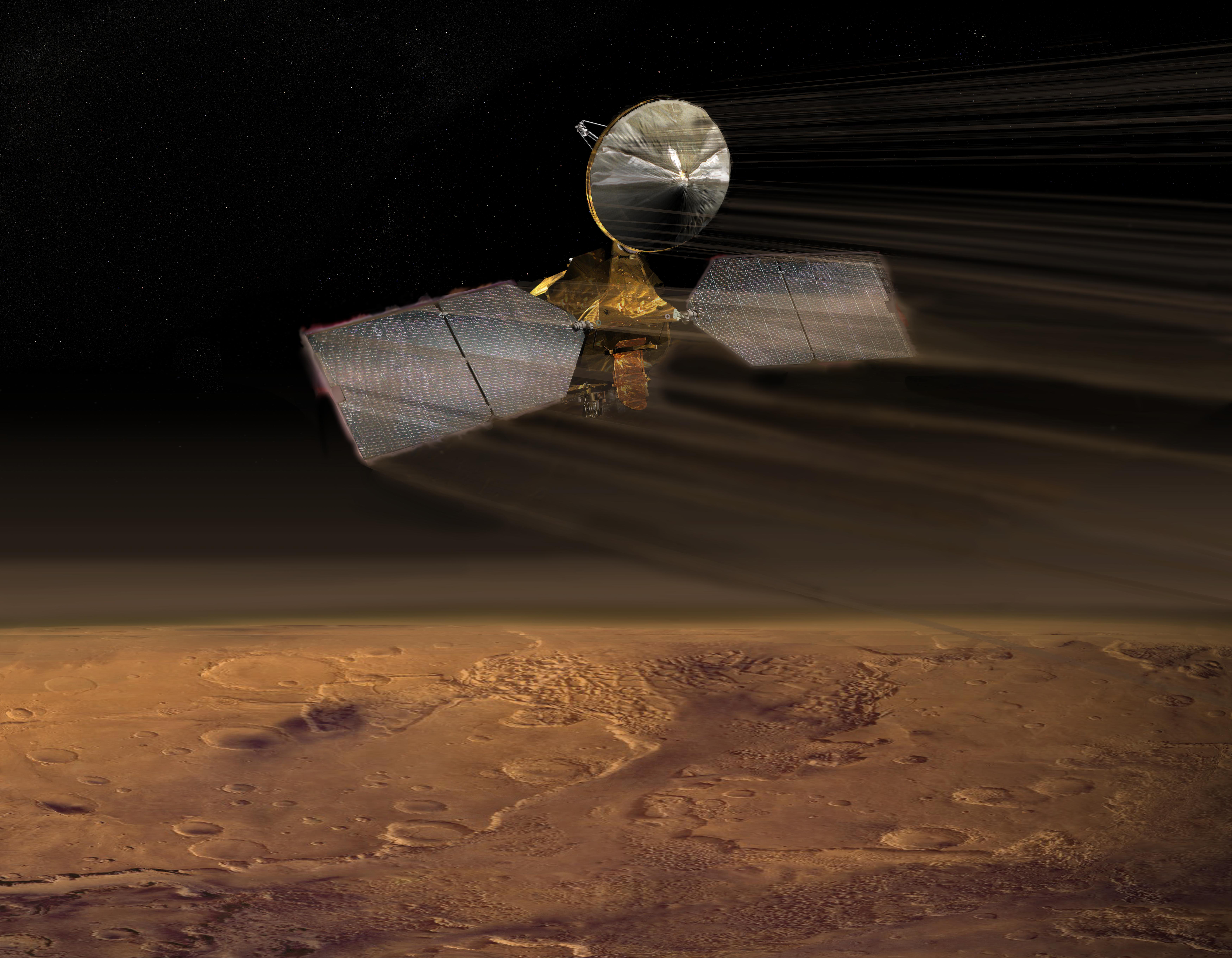
MRO по версии художника.

12 августа 2005 года MRO был запущен при помощи ракеты Атлас V-401 с космического стартового комплекса 41 на мысе Канаверал. Верхняя ступень ракеты завершила работу через 56 минут, отправив MRO на межпланетную переходную гомановскую орбиту.
MRO летел через межпланетное пространство семь с половиной месяцев прежде чем достиг Марса. Во время полёта большая часть научных приборов были протестированы и откалиброваны. Чтобы обеспечить правильную траекторию для выхода на орбиту Марса, были запланированы четыре коррекционных манёвра, и обсуждалась необходимость пятого. Тем не менее, потребовалось лишь три коррекционных манёвра, и было сэкономлено 27 кг топлива.
MRO начал выходить на орбиту Марса 10 марта 2006 года, пройдя над южным полушарием на высоте 370—400 км. Все шесть главных двигателей MRO работали 27 минут, чтобы замедлить скорость станции с 2900 до 1900 м/с. Температура гелия в баке наддува оказалась ниже, чем ожидалось, из-за чего давление в топливном баке снизилось примерно на 21 кПа. Снижение давления привело к уменьшению тяги двигателей на 2 %, но MRO автоматически скомпенсировал это за счёт увеличения времени использования двигателей на 33 секунды.
Этот манёвр поместил аппарат на высокую эллиптическую полярную орбиту с периодом примерно 35,5 часов. Перицентр этой орбиты был удалён на 3806 км от центра планеты (426 км от поверхности), а апоцентр — на 47972 км от центра планеты (44500 км от поверхности).
30 марта 2006 года MRO начал длительный процесс атмосферного торможения, который состоял из 3 этапов и требовал в два раза меньше топлива, чем необходимо для достижения низкой круговой орбиты за небольшое время. Во-первых, в течение первых пяти витков вокруг планеты (одна земная неделя) MRO использовал свои двигатели, чтобы перицентр его орбиты уменьшился до высоты атмосферного торможения. Эта высота зависит от толщины атмосферы, так как плотность атмосферы Марса изменяется по сезонам. Во-вторых, используя свои двигатели и внося незначительные изменения в высоту перицентра, MRO поддерживал атмосферное торможение в течение 445 витков вокруг планеты (около 5 земных месяцев), чтобы уменьшить апоцентр орбиты до 450 километров. Это было сделано таким образом, чтобы не перегревать аппарат, но и войти достаточно глубоко в атмосферу Марса, снизив скорость корабля. В-третьих, после того, как процесс был закончен, MRO использовал свои двигатели, чтобы поднять свой перицентр за границы атмосферы Марса — это произошло 30 августа 2006 года.
В сентябре 2006 года MRO дважды включил свои двигатели, чтобы точнее настроить свою финальную траекторию — почти круговую орбиту на высоте от 250 до 316 километров над поверхностью Марса. Радиолокационные антенны радара SHARAD были развёрнуты 16 сентября. Все научные приборы были протестированы, и большинство из них было выключено до солнечного соединения, которое происходило в период с 7 октября до 6 ноября 2006 года. После этого начался «Первый научный этап».
17 ноября 2006 года NASA объявила об успешном испытании MRO в качестве орбитального ретранслятора. Данные с марсохода Спирит передавались на MRO и затем пересылались на Землю.

## Обзор миссии

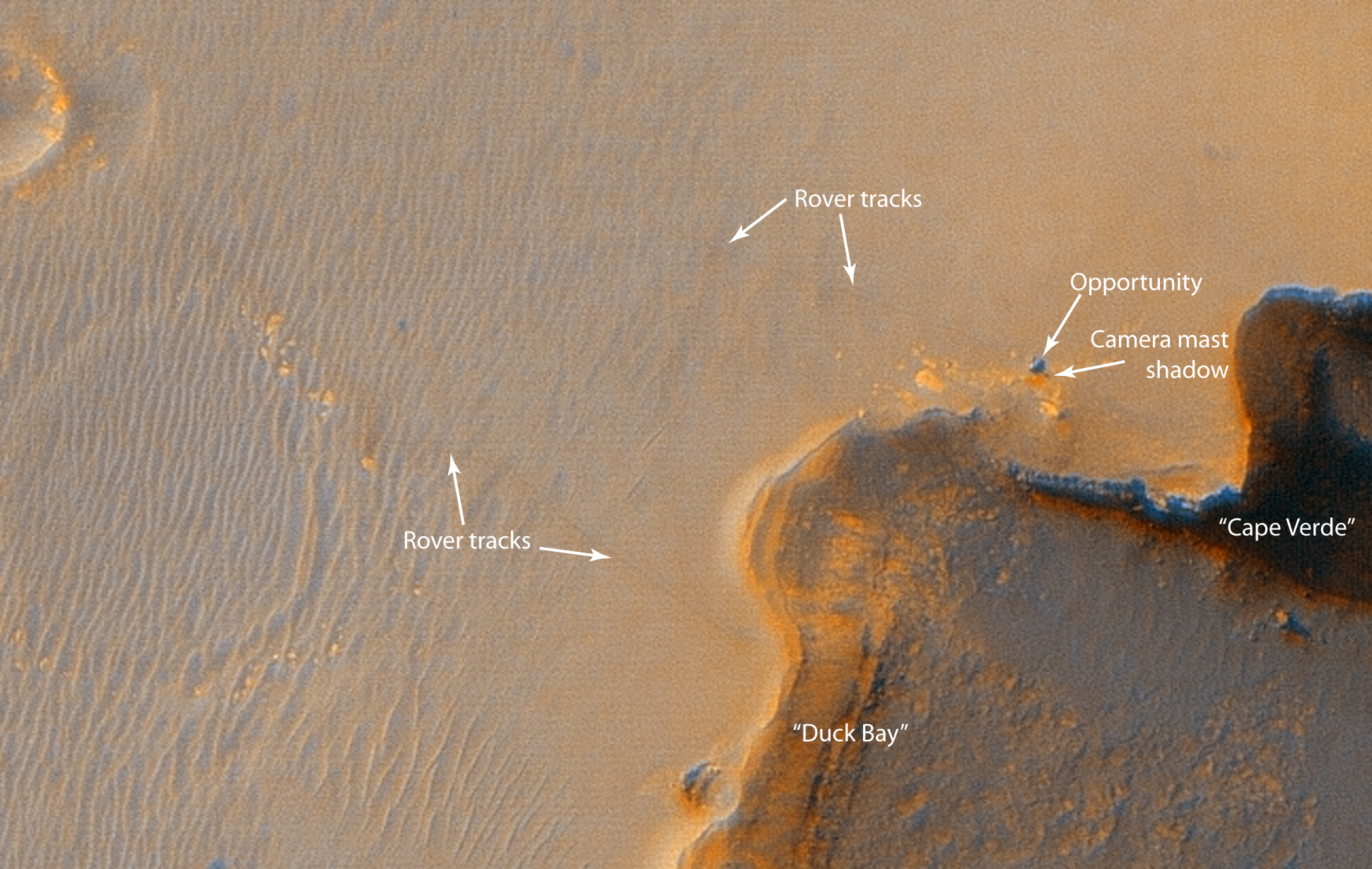
Снимок MRO, виден марсоход Оппортьюнити, а также край кратера Виктория (3 октября 2006 года).

29 сентября 2006 года MRO сделал своё первое изображение в высоком разрешении. На изображении различимы предметы до 90 см в диаметре. 6 октября 2006 года НАСА опубликовало подробные снимки кратера Виктория вместе с марсоходом Оппортьюнити, находившемся на краю кратера. В ноябре появились неполадки в работе двух инструментов MRO. Шаговый механизм Mars Climate Sounder (MCS) пропустил несколько команд, что привело к незначительному смещению поля зрения. К декабрю работа прибора была приостановлена, хотя и была разработана стратегия работы, при которой прибор выполнял бы большую часть своих запланированных наблюдений. Кроме того, в камере HiRISE увеличились шумы и на ПЗС-матрицах наблюдалось несколько «битых» пикселей. Увеличение длительности прогрева камеры смягчило проблемы. Причины неполадок так и не были обнаружены, подобные проблемы в работе оборудования могут снова появиться.
Камера HiRISE продолжает делать качественные снимки, которые помогли учёным в изучении геологии Марса. Важнейшим из открытий является обнаружение признаков наличия жидкого диоксида углерода (CO2) или воды на поверхности планеты в прошлом. 25 мая 2008 года MRO заснял момент, когда аппарат Феникс спускался на парашюте.
В 2009 году MRO начал испытывать повторные проблемы с оборудованием, в том числе 4 внезапные перезагрузки и 4 месячное отключение с августа по декабрь. Инженеры не смогли обнаружить причину неполадок, и было создано новое программное обеспечение, которое помогло бы отладить проблемы в случае их повторения.
6 августа 2012 MRO находился над кратером Гейла и во время посадки нового марсохода Кьюриосити. Камера HiRISE засняла момент спуска марсохода, на снимке видны капсула и сверхзвуковой парашют ровера.

## Научная аппаратура
Аппарат имеет три камеры, два спектрометра и радар. Также в научных целях могут использоваться две инженерные подсистемы спутника. MRO также содержит три экспериментальных инструмента для тестирования и отработки технологий для будущих аппаратов. Ожидается, что MRO будет делать около 5000 фотографий ежегодно.

### HiRISE (камера)

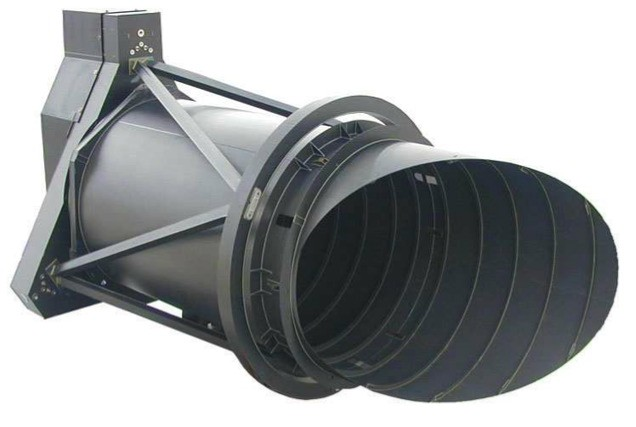
HiRISE камера.

High Resolution Imaging Science Experiment — камера, использующая телескоп-рефлектор с диаметром 0,5 м, который является самым большим телескопом, использующимся в глубоком космосе. Имеет разрешение в 1 микрорадиан, то есть на поверхности Марса с высоты 300 км различимы детали размером всего 30 см (0.3 м на пиксель). Для сравнения, многие спутниковые снимки Земли имеют разрешение 0,5 м на пиксель, а снимки в Google Maps — до 1 метра на пиксель. Камера HiRISE снимает в трёх цветовых диапазонах с длинами волн от 400 до 600 нм (сине-зелёный или B-G), от 550 до 850 нм (красный) и от 800 до 1000 нм (ближний инфракрасный или NIR).

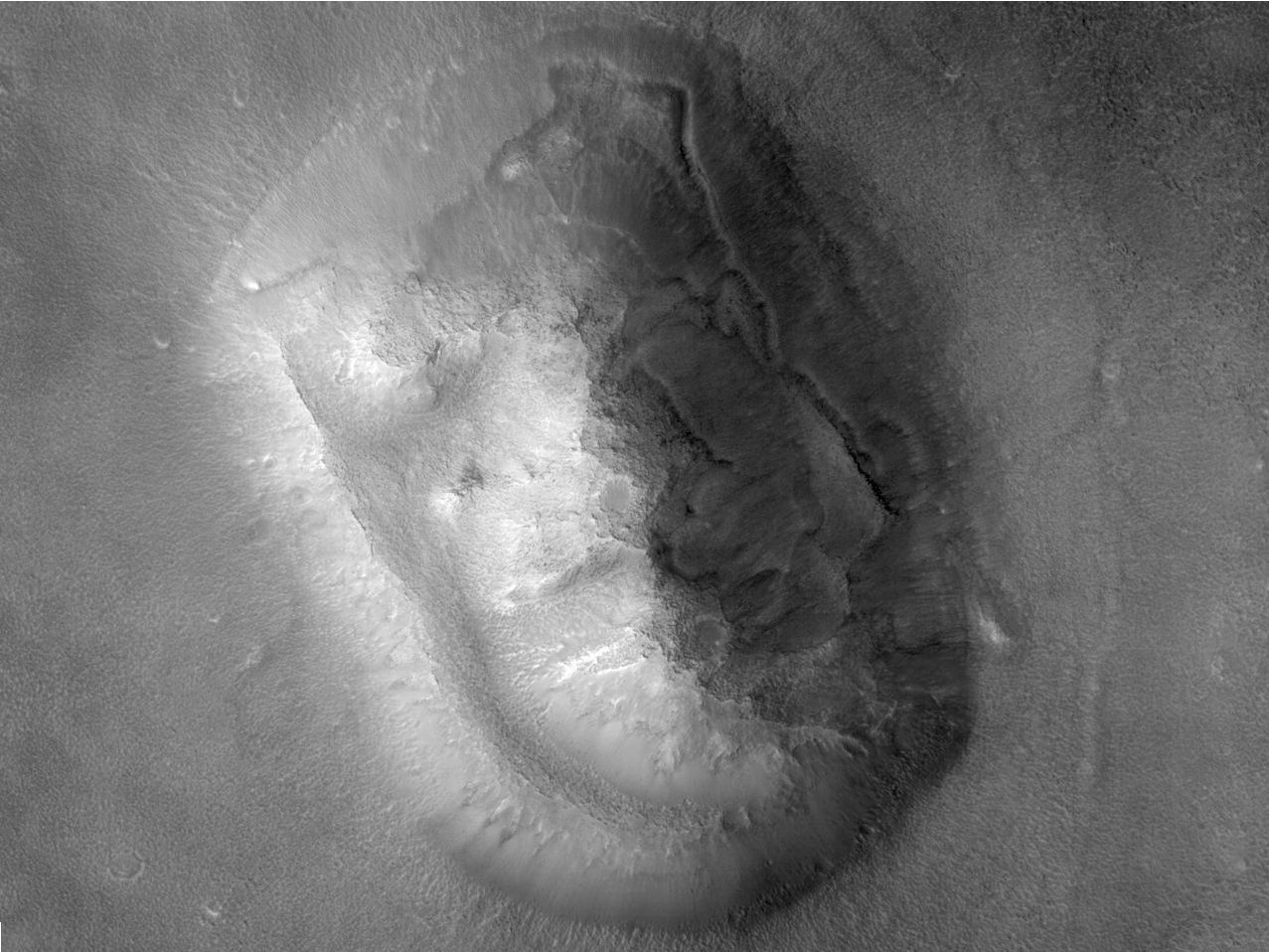
HiRISE изображение «лица», находящегося в области Кидония.

Ширина полосы захвата составляет от 1,2 км до 6 км для разных диапазонов.
Каждое изображение размером 16,4 Гб сжимается до 5 Гб для последующей передачи на Землю. Все изображения сделанные при помощи данной камеры публикуются на её официальном сайте в формате JPEG 2000. Для облегчения поиска потенциальных мест посадок будущих миссий, камера может создавать изображения в виде стереопар, из которых можно рассчитать топографию рельефа с точностью до 25 см.
HiRISE камера была создана компанией Ball Aerospace & Technologies.
Первый снимок был получен 24 марта 2006 года.

### CTX (камера)
Панхроматическая контекстная камера (Context Camera, CTX) снимает монохромные изображения в диапазоне от 500 до 800 нм, с максимальным разрешением снимков до 6 метров на пиксель. CTX предназначалась для создания контекстной карты Марса, которая в будущем пригодилась бы для наблюдения камерой HiRISE и спектрометром CRISM, наряду с этим камера используется в создании мозаик больших участков поверхности Марса, в долгосрочных наблюдениях за изменениями поверхности отдельных областей, и для создания стереоснимков ключевых регионов и потенциальных мест посадок будущих миссий. Оптика CTX состоит из Зеркально-линзового телескопа системы Максутова — Кассегрена с фокусным расстоянием 350 мм и ПЗС-линейки из 5064 пикселей. Прибор способен запечатлеть участок размером 30 км в ширину, и имеет достаточно внутренней памяти для сохранения изображения с суммарной длиной 160 км. Полученные изображения затем пересылаются в главный компьютер аппарата. Камера была создана и управляется компанией Malin Space Science Systems. По состоянию на февраль 2010 года, CTX картографировала 50 % всей поверхности Марса. В 2012 она обнаружила точки падения 25-килограммовых балластных грузов, сброшенных с Mars Science Laboratory Curiosity во время посадки.

### MARCI (камера)

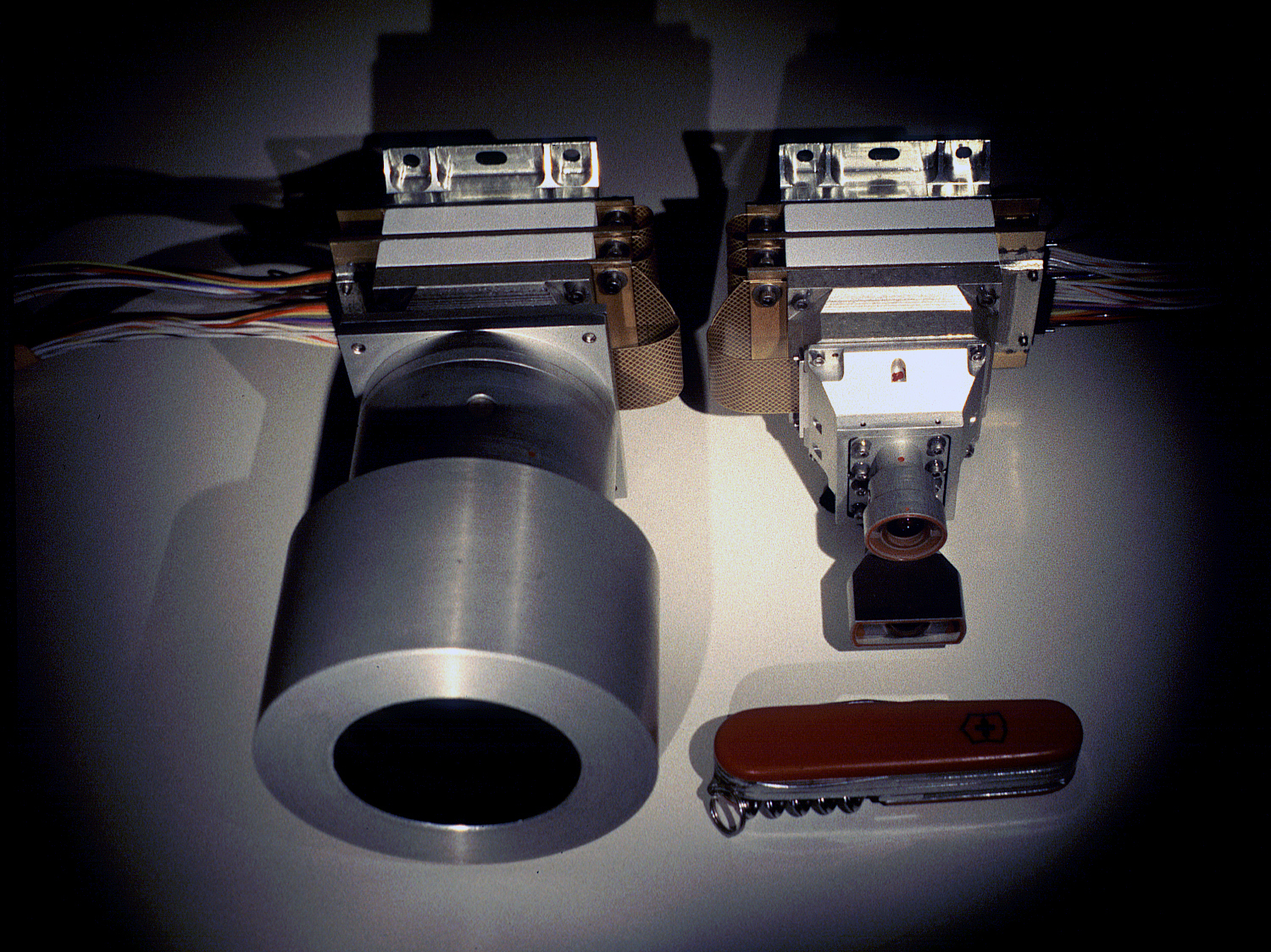
Камера MARCI (справа) в сравнении с Швейцарским армейским ножом.

Mars Color Imager (MARCI) — широкоугольная камера, снимающая поверхность Марса в пяти видимых и двух ультрафиолетовых диапазонах. Разрешение её снимков относительно невелико. Каждый день MARCI снимает около 84 фотографий и создаёт глобальную карту Марса с разрешением от 1 до 10 км на пиксель. Карты, созданные при помощи данной камеры, предоставляют ежедневный прогноз погоды для Марса, при их помощи можно охарактеризовать сезонные и годовые колебания температур, а также обнаружить присутствие водяного пара и озона в атмосфере Марса. Камера была создана и управляется компанией Malin Space Science Systems. MARCI имеет 180-градусный объектив рыбий глаз с набором из семи цветных фильтров, напрямую связанных с одним ПЗС-сенсором.

### CRISM (спектрометр)

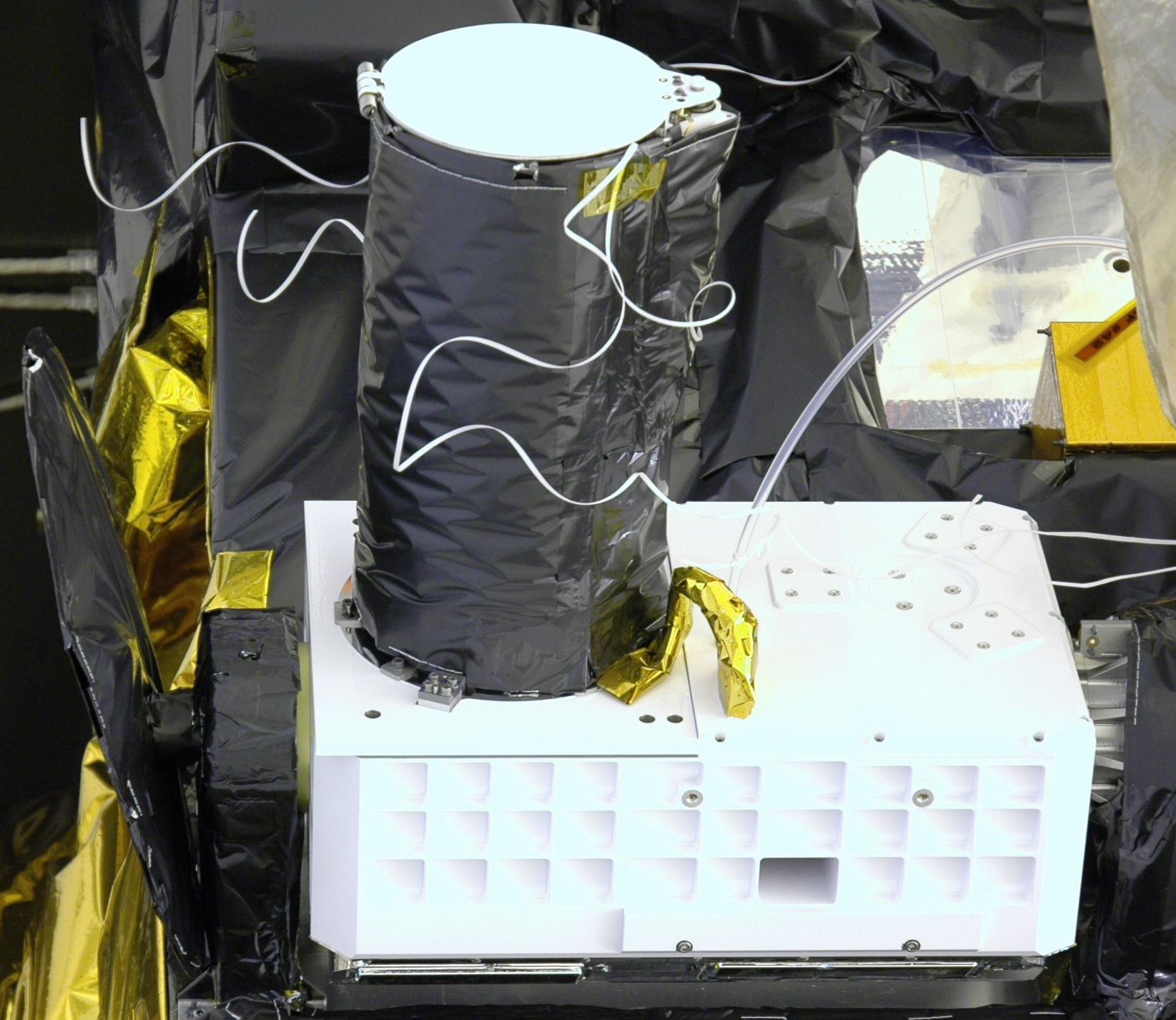
CRISM спектрометр.

Compact Reconnaissance Imaging Spectrometer for Mars (CRISM) — спектрометр видимого и ближнего инфракрасного излучения, использующийся в создании подробных минералогических карт поверхности Марса. Прибор работает в диапазоне длин волн от 370 до 3920 нм, измеряя спектр в 544 каналах (каждый 6,55 нм в ширину), с максимальным разрешением 18 метров на пиксель, при работе с высоты 300 км. CRISM используется для идентификации минералов и химических веществ, свидетельствовавших бы о прошлой или настоящей активности воды на поверхности Марса. Они включают в себя: железо, оксиды, слоистые силикаты и карбонаты, спектр которых имеет особенности в видимом и инфракрасном диапазоне.

### MCS (спектрометр)

Спектрометр MCS.

Mars Climate Sounder (MCS) — спектрометр с одним видимым/ближним ИК каналом (от 0,3 до 3,0 мкм) и восемью дальними инфракрасными (от 12 до 50 мкм) каналами. Каналы используются для измерения температуры, давления, водяного пара и уровня пыли в атмосфере. MCS наблюдает атмосферу на горизонте Марса, разбивая её на вертикальные участки и проводя свои измерения в пределах каждого сектора по 5 км каждый. Данные с прибора собираются в ежедневные глобальные карты погоды, с её основными показателями: температурой, давлением, влажностью и плотностью пыли. Спектрометр имеет два телескопа с апертурой 4 см и детекторы, предназначенные для регистрации интенсивности излучения в различных диапазонах.

### SHARAD (радиолокатор)

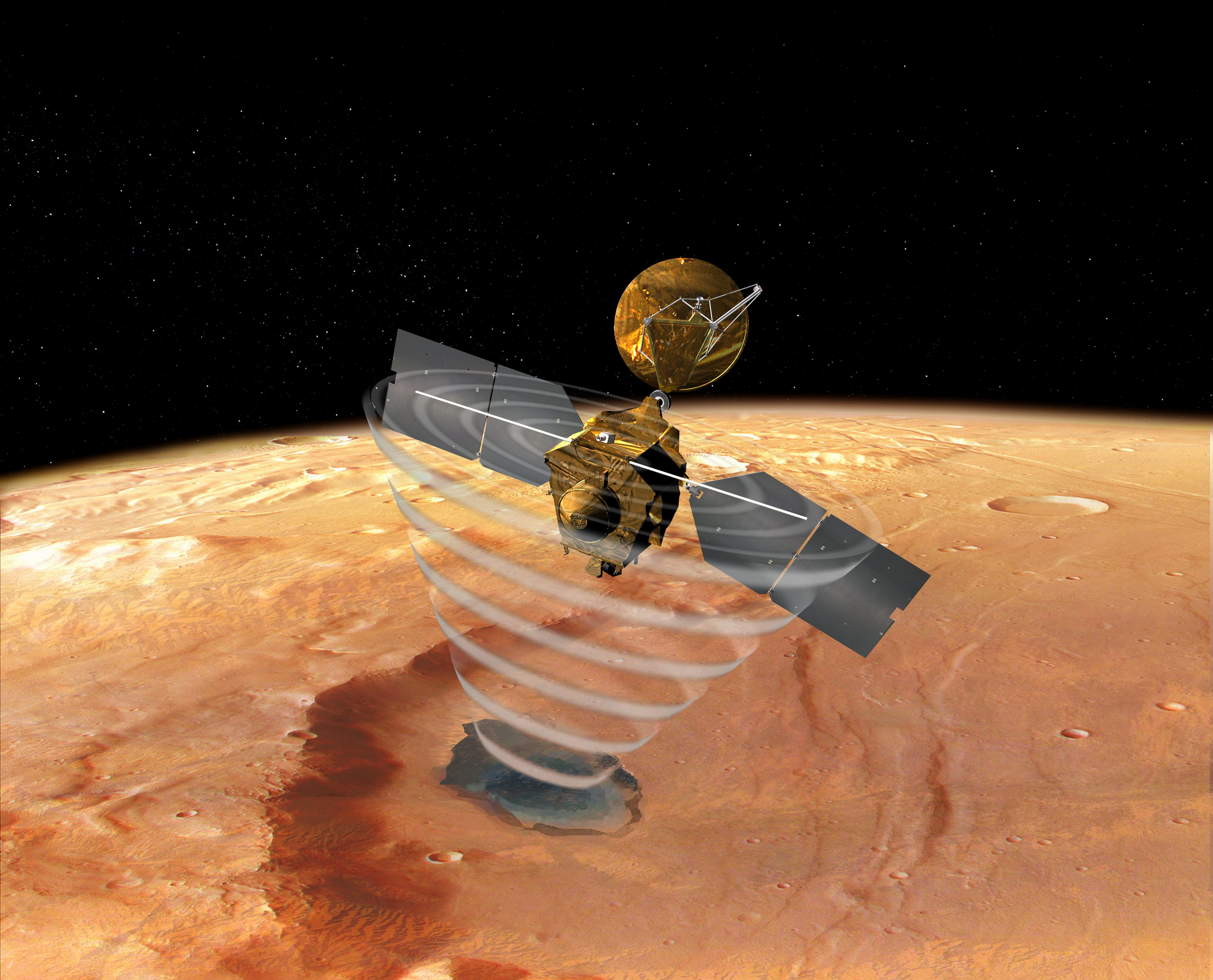
MRO использует SHARAD, чтобы «заглянуть» под поверхность Марса в представлении художника.

Shallow Subsurface Radar (SHARAD) — экспериментальный радиолокатор, предназначенный для исследования внутренней структуры марсианских полярных шапок. Он также собирает данные о подземных залежах льда, скалах и, возможно, жидкой воде, которая в какой-то момент времени может находиться на поверхности Марса. SHARAD использует ВЧ-радиоволны в диапазоне между 15 и 25 МГц, что позволяет ему различать слои толще 7 м на глубинах до 1 км. Разрешение по горизонтали составляет от 0,3 до 3 км. SHARAD работает в паре с радиолокатором MARSIS, установленном на космическом аппарате Марс Экспресс, который имеет более низкое разрешение, но способен проникать на гораздо большую глубину. Оба радиолокатора созданы Итальянским космическим агентством.

### Инженерные инструменты
Помимо своей съёмочной аппаратуры, MRO несёт множество инженерных инструментов. Для изучения гравитационного поля через вариации скорости космического аппарата используется Gravity Field Investigation Package, в состав которого входят чувствительные акселерометры, и измерения доплеровских сдвигов радиосигналов, переданных с MRO на Землю.
Благодаря программно-определяемому радиооборудованию Electra, работающим в диапазоне UHF, возможна связь между MRO и другими космическими аппаратами. Скорость передачи данных составляет от 1 кбит/с до 2 Мбит/с. Кроме радиосвязи, при помощи Electra проводятся измерения доплеровских сдвигов, запись радиосигналов в режиме OLR для последующего декодирования на Земле, ведётся учёт времени с высокой точностью, около 5e−13. Доплеровская информация о приземлении спускаемых аппаратов или марсоходов может позволить учёным уточнить их месторасположение на поверхности Марса и траекторию спуска. Два предыдущих марсохода программы MER уже пользовались ранним поколением подобного радио, установленного на КА Mars Odyssey. Радиооборудование Electra использовалось для пересылки информации с марсоходов MER и Curiosity и аппарата Phoenix Mars lander.
Камера оптической навигации (Optical Navigation Camera) производит фотосъёмку лун Марса, Фобоса и Деймоса, и позволяет определить точную орбиту MRO по координатам звёзд на этих снимках. Хотя подобный вариант навигации не является необходимым для миссии, он был использован как проверка технологий, которые в дальнейшем смогут использоваться для расчёта с орбитами и приземления космических аппаратов. Проверка Optical Navigation Camera успешно проводилась в феврале-марте 2006 года. Существует предложение использовать камеру ONC для поиска малых лун, пылевых колец и старых орбитальных аппаратов.

## Технические данные

### Конструкция
Работники компании Lockheed Martin Space Systems в Денвере собрали структуру космического аппарата и установили научные инструменты. Инструменты были созданы в Лаборатории реактивного движения, Аризонском университете и Лунно-планетарной лаборатории в Тусоне, штат Аризона, Университете Джонса Хопкинса в Лаборатории прикладной физики в Лореле, штат Мэриленд, Итальянском космическом агентстве в Риме, и в компании Lockheed Martin Space Systems в Сан-Диего. Общая стоимость космического аппарата составила $ 720 млн долларов США.
Корпус выполнен в основном из углеродных композиционных материалов и пористых алюминиевых пластин. Титановый топливный бак занимает большую часть объёма и массы космического аппарата, а также значительно увеличивает его структурную прочность. Суммарная масса космического аппарата составляет около 2180 кг, а его сухая масса (без топлива) 1031 кг.

### Системы питания
MRO получает всю электрическую мощность от двух панелей солнечных батарей, каждая из которых может двигаться независимо вокруг двух осей (вращение вверх-вниз, или влево-вправо). Каждая солнечная панель размером 5,35 × 2,53 метра и площадью 9,5 м² покрыта 3744 отдельными фотоэлектрическими элементами. Высокоэффективное тройное сочленение солнечных ячеек позволяет преобразовать более чем 26 % энергии Солнца непосредственно в электричество. Все ячейки соединены вместе для суммарного генерирования 32 вольт, которое является рабочим напряжением для большинства устройств на космическом корабле. На орбите Марса каждая из солнечных панелей производит более 1 кВт, то есть суммарная мощность генерирования электроэнергии составляет 2 кВт. Для сравнения, аналогичные панели создавали бы около 3 кВт на орбите Земли, будучи ближе к Солнцу. Солнечные панели были развёрнуты вскоре после запуска и останутся раскрытыми на протяжении всей миссии.
Во время атмосферного торможения солнечные панели играли особую роль. При торможении корабль скользит сквозь верхние слои марсианской атмосферы, а крупные плоские панели играли роль парашюта, чтобы замедлить космический корабль и уменьшить размер его орбиты. Трение космического аппарата об атмосферу во время атмосферного торможения нагревало его, а солнечные батареи нагревались больше всего. Панели солнечных батарей были разработаны таким образом, чтобы выдерживать температуру почти в 200 °C.
MRO имеет два никель-водородных аккумулятора, используемых для питания космического корабля, когда он находится в тени Марса, и на его солнечные батареи не попадают солнечные лучи. Каждая батарея имеет ёмкость 50 ампер-часов (180 кКл) и напряжение 32 В, что составляет 1600 Вт за один час. Космический корабль не может использовать весь потенциал аккумуляторов, так как при разряде батареи происходит падение напряжения. Если напряжение составит около 20 В или упадёт ниже, то бортовой компьютер прекращает свою работу из-за недостаточного напряжения, что очень опасно для космического аппарата. Таким образом, для обеспечения безопасности используется только порядка 40 % от ёмкости аккумулятора. К тому же такое использование аккумуляторов значительно продлевает срок их жизни.

### Системы телекоммуникаций
Трёхметровая параболическая антенна для дальней космической связи работает в X-диапазоне (около 8 ГГц) и Ka-диапазоне (32 ГГц). Наибольшие скорости передачи данных составляют до 6 Мегабит в секунду, что в 10 раз превышает скорости предыдущих аппаратов. На аппарате установлено два усилителя X-диапазона с мощностью в 100 Вт (один запасной), один 35 Вт усилитель Ka-диапазона и два транспондера SDST.

## Результаты миссии
- 29 июня 2014 года MRO камерой HiRISE сфотографировал британский зонд Бигль-2, потерянный в 2003 году[52][53][54].
- 19 октября 2014 года орбитальный аппарат MRO передал изображения кометы C/2013 A1 (Макнота). Изображения высокого разрешения были получены камерой HiRISE на расстоянии в 138 000 километров. Масштаб изображения составляет 138 метров на один пиксель[55][56].
- 9 июня 2015 года орбитальный аппарат MRO обнаружил на поверхности Марса залежи стекла. Это первые подобные залежи, когда-либо найденные на Марсе[57]. Стекло обнаружено в нескольких древних ударных кратерах, в частности в кратере Харгрейвс. Кратер диаметром 68 километров расположен на территории Нили[58].
- В сентябре 2015 года в журнале Nature Geoscience были опубликованы результаты исследования снимков, полученных с аппарата MRO, проводившегося учёными из Технологического института Джорджии под руководством астронома Луджендры Оджи. Учёные сделали вывод, что тёмные полосы, появляющиеся на поверхности планеты в тёплое время года и похожие на отложения солей, могут образовываться на месте периодических потоков воды в жидком состоянии[59].
- При помощи радиолокатора SHARAD обнаружены крупные слои льда, залегающие на глубине около 1,5 км на северном полюсе Марса[60].
- В октябре 2022 года аппаратура спутника зафиксировала столкновение с Марсом крупного метеорита. При столкновении образовался кратер диаметром более 150 м. По словам доктора Ингрид Даубар (Ingrid Daubar) из университета Брауна[61]:

Это самый большой новый кратер из наблюдавшихся до сих пор. Он в 10 раз больше типичного нового кратера на поверхности Марса. Мы полагаем, что такие кратеры могут возникать, возможно, раз в несколько десятилетий.
Оригинальный текст (англ.)"This is the biggest new crater we've ever seen," said . "It's about 500ft wide, or about two city blocks across, and even though meteorites are hitting the planet all the time, this crater is more than 10 times larger than the typical new craters we see forming on Mars.

"We thought a crater this size might form somewhere on the planet once every few decades, maybe once a generation, so it was very exciting to be able to witness this event."
При ударе на поверхность были выброшены крупные обломки льда, что, по мнению директора отдела планетных исследований НАСА доктора Лори Глэйз (Dr Lori Glaze), дает надежду на возможность получения воды будущими колонистами с Земли.